# ローダ・ウィリアムズ
ローダ・ウィリアムズ（Rhoda Williams、1930年7月3日 - 2006年3月8日）は、アメリカ合衆国の女優、声優。

## 経歴
アラバマ州バーミングハム出身。
2006年3月8日、オレゴン州にて死去。

## 出演作品

### アニメ映画
- シンデレラ（ドリゼラ）
- グーフィーのかぜひき（ミセス・ギーフ）

### 実写映画
- 宇宙からの生命体ブラッド・ラスト（スチュワーデスのアーチャー）